# Stonecuttersbrug
De Stonecuttersbrug (Vereenvoudigd Chinees: 昂船洲大橋, Traditioneel Chinees: 昂船洲大橋, Pinyin: áng chuán chòng dà qiáo, Engels: Stonecutters Bridge) is een tuibrug over het Ramblerkanaal in de Speciale Bestuurlijke Regio Hongkong, Volksrepubliek China. De brug verbindt het eiland en de wijk Tsing Yi met het Kowloonschiereiland.
Bij de opening op 20 december 2009 stond de brug qua overspanning op de tweede positie in de wereldranglijst, enkel voorafgegaan door de een jaar oudere Sutongbrug. De totale lengte van de brug is 1.596 meter, de hoogte van de twee pylonen is 298 meter, de grootste overspanning is 1.018 meter. Het wegdek bestaat uit 56 segmenten, deze hangen op een hoogte van 73,5 meter boven het water, waardoor een bijzonder hoge doorvaarthoogte is ontstaan, deze doorvaarthoogte is over de volledige breedte van de vaargeul onder de brug. Dit laat alle containerschepen toe van en naar de containerhaven van Hongkong die het bouwwerk overbrugt. De tolvrije brug heeft twee rijbanen met elk drie rijstroken, en is een onderdeel van Route 8, een autosnelweg in Hongkong die tevens drie andere grote tunnels en twee andere bruggen (waaronder de Tsing Mabrug) omvat.
De brug werd gebouwd na het uitschrijven van een internationale ontwerpwedstrijd. Laureaten en ontwerpers waren Dissing+Weitling. De constructie van de brug door een joint venture van de firma's Maeda, Hitachi, Yokogawa en Hsin Chong vatte aan op 27 april 2004 en werd op 7 april 2009 voltooid.
De extreme complexiteit van de constructie leidde ertoe dat Discovery Channel twee afleveringen van de documentairereeks Extreme Engineering aan de brug besteedde, een tijdens de constructie in 2006, een andere na voltooiing in 2009. De brug werd ook de laureaat van de "2010 Supreme Award" bij de jaarlijkse Structural Awards van het Britse Institution of Structural Engineers.

## Bron
1. ↑  Hong Kong Bridge. Extreme Engineering. Discovery Channel.